# Cryptanura nigrolineata
Cryptanura nigrolineata är en stekelart som först beskrevs av Taschenberg 1876.  Cryptanura nigrolineata ingår i släktet Cryptanura och familjen brokparasitsteklar. Inga underarter finns listade i Catalogue of Life.